# کورسواندت
کورسواندت (به آلمانی: Korswandt) یک شهر در آلمان است که در فرپومرن-گرایفسوالد واقع شده‌است. کورسواندت ۶۰۱ نفر جمعیت دارد.